# Приче из земунице
Приче из земунице је српски документарни филм који је режирао Драган Тепавчевић. Филм је снимљен у продукцији СРНА филма, 1996. године, а по жанру је филмска комедија. Филм је добио Специјалну награду на Међународном филмском фестивалу “Златни витез” у Москви 1997. године.

## Кратак садржај
Филм прати двојицу Сембераца који на путу да помогну Крајишницима током рата, остану у брдима Мркоњић Града. После губитка територије у западном делу Републике Српска 1995. године, снаге Војске Републике Српске бивају окружене непријатељском војском. Тада, свако се сналази како уме , а главни глумци филма се изгубе на непознатом терену. Случајно се сретну и заједнички крију још осам месеци, иако је рат прошао, а мир одавно потписан.